# Kodiak Island Borough
Kodiak Island Borough is een borough in de Amerikaanse staat Alaska.
De borough heeft een landoppervlakte van 16.990 km² en telt 13.913 inwoners (volkstelling 2000). De hoofdplaats is Kodiak.